# Universidade do Vale Fraser
A Universidade de Fraser Valley (UFV) é uma universidade pública canadense com campi em Abbotsford, Chilliwack, Mission e Hope, Colúmbia Britância. Fundada em 1974 como Fraser Valley College, foi uma resposta à necessidade de treinamento vocacional expandido nas comunidades do Vale Fraser. Em 1988, tornou-se um colégio universitário, com status de concessão de grau. Como o University College do Fraser Valley, cresceu rapidamente, tornando-se uma das maiores faculdades da universidade no Canadá.